# Peter Dietrich
Peter Dietrich (Neu-Isenburg, 1944. március 6. –) világbajnoki bronzérmes nyugatnémet válogatott német labdarúgó, középpályás.

## Pályafutása

### Klubcsapatban
Az SpVgg Neu-Isenburg csapatában kezdte a labdarúgást, ahol 1963-ban mutatkozott be az első csapatban. 1964 és 1966 között az ESV Ingolstadt, 1966–67-ben a Rot-Weiß Essen játékosa volt. 1967-ben a Borussia Mönchengladbach csapatához igazolt, ahol négy idényen át játszott és 103 élvonalbeli Bundesliga mérkőzésen szerepelt és 14 gólt szerzett. 1971-ben a Werder Bremenhez szerződött és 1976-ban itt vonult vissza az aktív labdarúgástól.

### A válogatottban
1970-ben egy alkalommal szerepelt a nyugatnémet válogatottban. Tagja volt 1970-es világbajnoki bronzérmes csapatnak.

## Sikerei, díjai
NSZK
- Világbajnokság
  - bronzérmes: 1970, Mexikó